# Caloneurodea
Caloneurodea је мали ред палеозојских правокрилних инсеката (Orthopterida). Обухвата 9 фамилија чије су међусобне филогенетске сродности нејасне. Морфолошке карактеристике припадника овог реда су:
- ноге прилагођене трчању (курсоријском кретању),
- тарзуси изграђени из 5 чланака,
- веома дуге антене из много сегмената,
- несегментисани церци,
- хомономна грађа крила.